# Burgoo

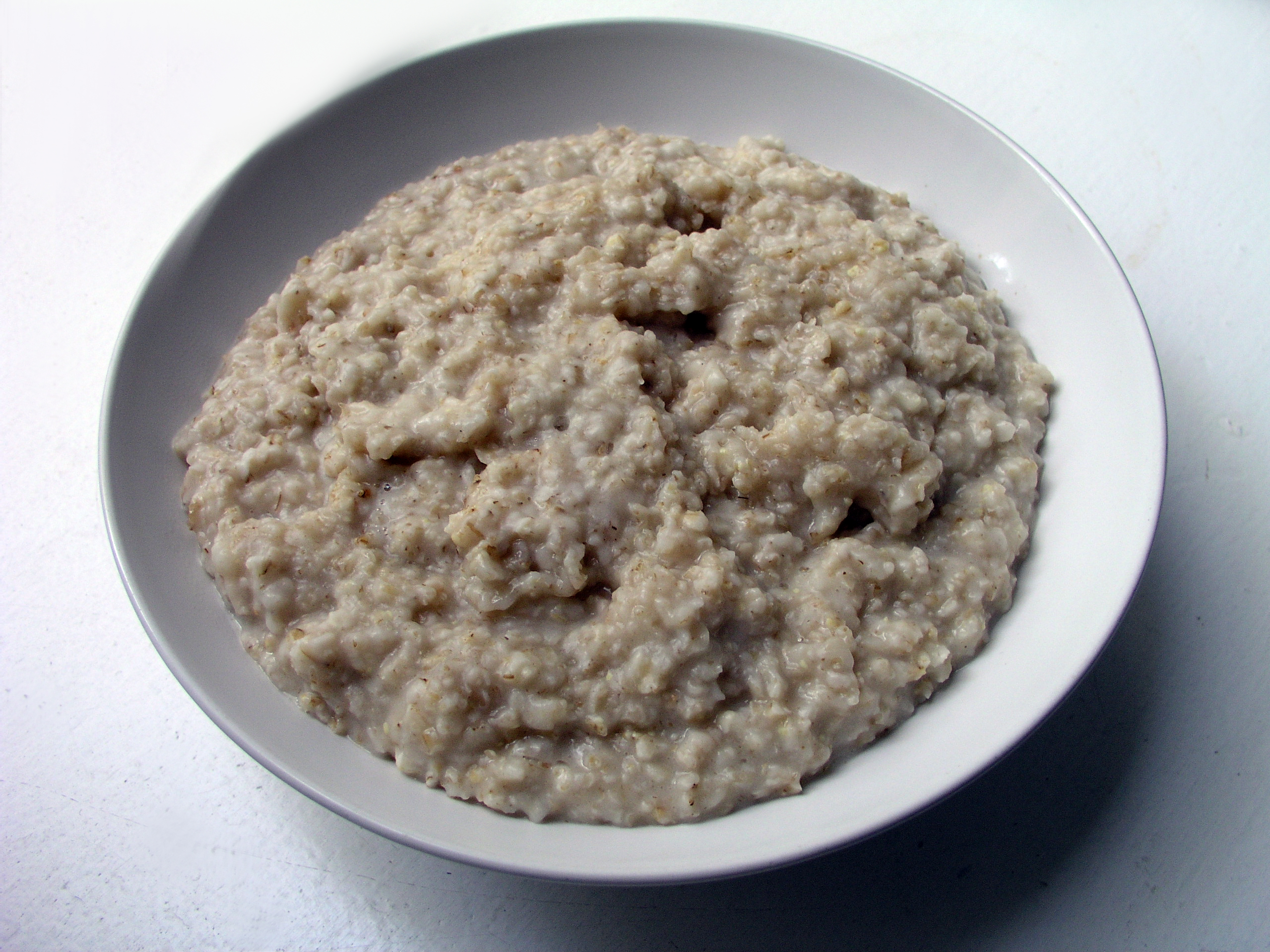
Haferbrei („Burgoo“)

Burgoo ist ein englischsprachiger Begriff aus Segelschiffszeiten für einen groben Haferbrei aus in Wasser gekochten Haferflocken, gewürzt mit Salz, Pfeffer und manchmal etwas Butter. Das Gericht wurde vor allem bei Schlechtwetter zubereitet, da es nur einen geringen Aufwand erforderte und trotzdem genügend Energie für die schwere Arbeit an Bord lieferte. Da das preiswert herzustellende Burgoo auf manchen Schiffen auch sonst sehr häufig gereicht wurde, erhielt der Begriff bei Seeleuten eine negative Nebenbedeutung für  eintöniges Essen.

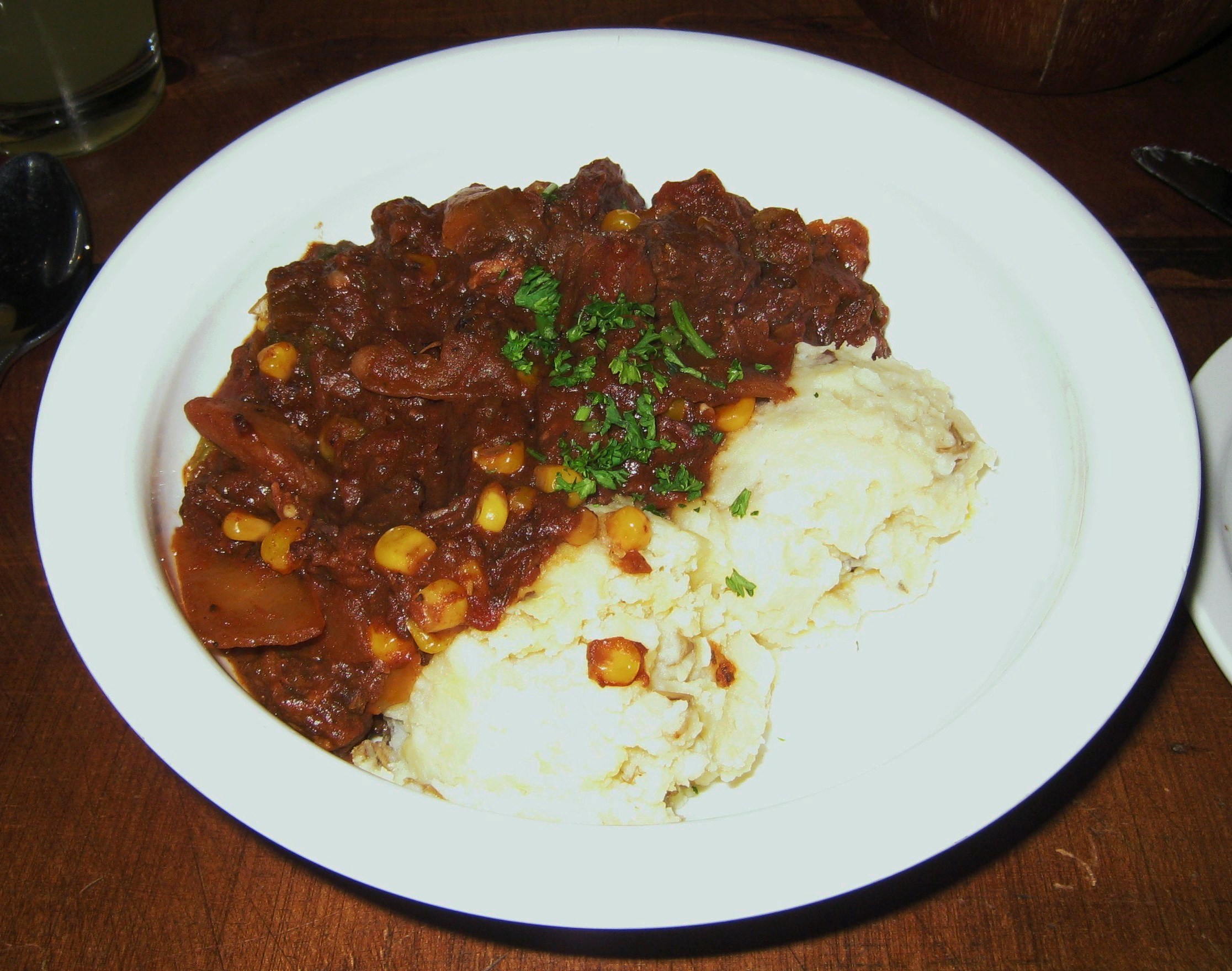
Kentucky burgoo (Eintopfgericht aus Kentucky, USA)

In den US-amerikanischen Südstaaten bezeichnet Burgoo auch ein auf verschiedene Weise zubereitetes Eintopfgericht.